# NGC 2659
NGC 2659 là một cụm sao mở trong chòm sao Thuyền Phàm. Nó được phát hiện bởi John Herschel vào ngày 3 tháng 2 năm 1835. Nó thuộc lớp Trumpler III3m. Đó là một cụm trẻ, với tuổi gần 8 triệu năm. Lõi của cụm dài 1,93 Parsec (6,3 năm ánh sáng) và tổng bán kính là 3,6 pc (11,7 năm ánh sáng). Tổng số của ngôi sao đó thuộc về cụm được ước tính là 1.801 ± 608 ngôi sao và tổng khối lượng 857 ± 237 M☉. Trong số các thành viên của nó, một là ngôi sao Be, với có thể có thêm bốn ngôi sao Be.